# Victoria, Kansas
Victoria är en ort i Ellis County i Kansas. Vid 2020 års folkräkning hade Victoria 1 129 invånare.